# Caroline Cellier
Monique Marie Louise Cellier, detta Caroline Cellier (Montpellier, 7 agosto 1945 – Parigi, 15 dicembre 2020), è stata un'attrice francese.

## Biografia
Sin dall'infanzia si appassionò al teatro e al cinema. Nel 1963 si iscrisse al corso di recitazione di René Simon e nello stesso anno mosse i primi passi sul palcoscenico in 
On ne peut jamais dire (You Never Can Tell) di George Bernard Shaw, per la regia di René Dupuy.
Nel 1964 ebbe il debutto televisivo in Une fille dans la montagne con Jacques Higelin e nel 1965 quello cinematografico ne La Tête du client di Jacques Poitrenaud.
Le interpretazioni teatrali di quel periodo le valsero il grand prix Gérard Philipe de la ville de Paris (1965) e il prix Suzanne Bianchetti (1967).
Nel 1968 fu protagonista ne La vita, l'amore, la morte di Claude Lelouch e, l'anno successivo, in Ucciderò un uomo di Claude Chabrol con Michel Duchaussoy e Jean Yanne. Da quel momento alternò teatro, cinema e televisione, lavorando per Lelouch, Chabrol, Édouard Molinaro e Françoise Sagan.
La consacrazione arrivò negli anni ottanta. Nel 1982 interpretando il ruolo della moglie di Patrick Dewaere in Mille miliardi di dollari di Henri Verneuil, poi trovando il successo con 1960, terza liceo... e fu tempo di rock and roll di Roger Vadim, P'tit con di Gérard Lauzier e La medusa di Christopher Frank, grazie al quale vinse il Premio César per la migliore attrice non protagonista nel 1985. Nello stesso anno ritrovò Chabrol in Una morte di troppo.
Dal 1986 interpretò ruoli meno convenzionali: dedita al gioco d'azzardo in Poker, di Catherine Corsini, accanto a Pierre Arditi; truffatrice in Vent de panique, di Bernard Stora, con Bernard Giraudeau; prostituta ne La contre-allée di Isabel Sebastian. Nel 1992 ha recitò, diretta da suo marito Jean Poiret, nell'adattamento del romanzo di Alexandre Jardin Lo Zebra, poi interpretò Margareth Hunter in Farinelli - Voce regina di Gérard Corbiau (1994), prima di ritornare due anni dopo a Claude Lelouch per Uomini & donne - Istruzioni per l'uso.
Dal 1997 recitò nelle commedie, come Didier di Alain Chabat, Il piacere e i suoi piccoli inconvenienti di Nicolas Boukhrief, accanto a Vincent Cassel, o Jean-Philippe di Laurent Tuel. Nel 2007 fece parte del film corale Fragile(s) di Martin Valente, con Jean-Pierre Darroussin, Jacques Gamblin, François Berléand e Marie Gillain.
Nel 1999 venne candidata al Premio Molière per la migliore attrice per la parte di Blanche DuBois in Un tramway nommé Désir di Tennessee Williams.

### Vita privata
Fu compagna dell'attore Jean Poiret, conosciuto sul set de La Tête du client (1965), sposato nel 1989, con il quale ebbe un figlio, Nicolas, nel 1978.
Caroline Cellier è morta a Parigi il 15 dicembre 2020, all'età di 75 anni, dopo una lunga battaglia contro un tumore alla mammella che le era stato diagnosticato nel 2013.
È sepolta accanto a Jean Poiret nel cimitero di Montparnasse (divisione 4).

## Filmografia parziale

### Cinema
- La Tête du client, regia di Jacques Poitrenaud (1965)
- La vita, l'amore, la morte (La Vie, l'amour, la mort), regia di Claude Lelouch (1969)
- Ucciderò un uomo (Que la bête meure), regia di Claude Chabrol (1969)
- Ricatto di un commissario di polizia a un giovane indiziato di reato (Les Aveux les plus doux), regia di Édouard Molinaro (1971)
- Il rompiballe (L'Emmerdeur), regia di Édouard Molinaro (1973)
- Il matrimonio (Mariage), regia di Claude Lelouch (1974)
- Une femme, un jour..., regia di Léonard Keigel (1977)
- Les fougères bleues, regia di Françoise Sagan (1977)
- Certaines nouvelles, regia di Jacques Davila (1980)
- Mille miliardi di dollari (Mille miliards de dollars), regia di Henri Verneuil (1982)
- 1960, terza liceo... e fu tempo di rock and roll (Surprise party), regia di Roger Vadim (1983)
- P'tit con, regia di Gérard Lauzier (1984)
- Donne di nessuno (Femmes de personne), regia di Christopher Frank (1984)
- La medusa (L'Année des méduses), regia di Christopher Frank (1984)
- Una morte di troppo (Poulet au vinaigre), regia di Claude Chabrol (1985)
- Grand Guignol, regia di Jean Marboeuf (1987)
- Poker, regia di Catherine Corsini (1987)
- Charlie Dingo, regia di Gilles Béhat (1987)
- Vent de panique, regia di Bernard Stora (1987)
- La contre-allée, regia di Isabel Sebastian (1991)
- Le Zèbre, regia di Jean Poiret (1992)
- Délit mineur, regia di Francis Girod (1994)
- Farinelli - Voce regina (Farinelli), regia di Gérard Corbiau (1994)
- Uomini & donne - Istruzioni per l'uso (Hommes, femmes, mode d'emploi), regia di Claude Lelouch (1996)
- L'élève, regia di Olivier Schatzky (1996)
- Didier, regia di Alain Chabat (1997)
- Il piacere e i suoi piccoli inconvenienti (Le plaisir (et ses petits tracas)), regia di Nicolas Boukhrief (1998)
- Transit, cortometraggio, regia di Julien Leclercq (2004)
- Jean-Philippe, regia di Laurent Tuel (2006)
- Fragile(s), regia di Martin Valente (2007)
- Adorabili amiche (Thelma, Louise et Chantal), regia di Benoît Pétré (2010)

### Televisione
- Une fille dans la montagne, regia di Roger Leenhardt – film TV (1964)
- La mégère apprivoisée, regia di Pierre Badel – film TV (1964)
- Marie Curie - Une certaine jeune fille, regia di Pierre Badel – film TV (1965)
- Rouletabille – serie TV, episodio 1x03 (1966)
- Les dossiers de Jérôme Randax – serie TV, episodio 1x03 (1966)
- La morale de l'histoire, regia di Claude Dagues – film TV (1966)
- Manon: Le miroir à trois faces, regia di Lazare Iglesis – film TV (1966)
- La mort d'un champion, regia di Abder Isker – film TV (1972)
- Molière pour rire et pour pleurer – miniserie TV (1973)
- Le ciel de lit, regia di Jeannette Hubert – film TV (1974)
- I gialli insoliti di William Irish (Histoires insolites) – serie TV, episodio 1x04 (1974)
- Le cheval évanoui, regia di Alain Dhénaut – film TV (1976)
- Les infidèles, regia di Alain Dhénaut – film TV (1976)
- Il commissario Moulin (Commissaire Moulin) – serie TV, episodi 1x01-1x03 (1976)
- Les Borgia ou le sang doré – serie TV (1977)
- Cinéma 16 – serie TV, 2 episodi (1979-1982)
- Le vol d'Icare, regia di Daniel Ceccaldi – film TV (1980)
- L'atterrissage, regia di Eric Le Hung – film TV (1981)
- Les héroïques, regia di Joël Santoni – film TV (1981)
- Danger Passion, regia di Philippe Triboit – film TV (1986)
- Julie de Carneilhan, regia di Christopher Frank – film TV (1990)
- Fantômes en héritage, regia di Juan Luis Buñuel – miniserie TV (1990)
- Les grands enfants, regia di Denys Granier-Deferre – film TV (1998)
- Un jeu dangereux, regia di Patrick Dewolf – film TV (2005)
- Le grand restaurant – serie TV, episodio 1x02 (2011)

## Teatro
- On ne peut jamais dire di George Bernard Shaw, regia di René Dupuy, Parigi, Théâtre Gramont (1963)
- Les Fausses Confidences di Marivaux, regia di René Dupuy, Parigi, Théâtre de l'Ambigu (1964)
- Du vent dans les branches de sassafras di René de Obaldia, regia di René Dupuy, Parigi, Théâtre Gramont (1965)
- L'Ordalie ou La Petite Catherine de Heilbronn di Heinrich von Kleist, regia di Jean Anouilh e Roland Piétri, Parigi, Théâtre Montparnasse (1966)
- Chaud et froid di Fernand Crommelynck, regia di Pierre Franck, Parigi, Théâtre de l'Œuvre (1967)
- Pygmalion di George Bernard Shaw, regia di Pierre Franck, Parigi, Théâtre de l'Œuvre (1967)
- La Fille de Stockholm di Alfonso Leto, regia di Pierre Franck, Parigi, Théâtre de l'Œuvre (1969)
- Le Misanthrope di Molière, regia di Jean Meyer, Lione, Teatro dei Celestini (1969)
- Pourquoi m'avez-vous posée sur le palier? di Catherine Peter Scott, regia di Jean-Pierre Grenier, Parigi, Théâtre Saint-Georges (1970)
- Le Ciel de lit di Jan de Hartog, adattamento di Colette, regia di Jacques Charon, Parigi, Théâtre du Palais-Royal (1971)
- L'Ouvre-boîte di Félicien Marceau, regia di Pierre Franck, Parigi, Théâtre de l'Œuvre (1972)
- La Mégère apprivoisée di William Shakespeare, regia di Jacques Weber, Lione, Théâtre du 8e (1979)
- L'Aide-mémoire di Jean-Claude Carrière, regia di Yves Bureau, Parigi, Théâtre Saint-Georges (1980)
- Trahisons di Harold Pinter, regia di Raymond Gérôme, Parigi, Théâtre Montparnasse (1982)
- Le Bonheur à Romorantin di Jean-Claude Brisville, regia di Andréas Voutsinas, Parigi, Théâtre des Mathurins (1983)
- L'âge de Monsieur est avancé di Pierre Étaix, regia di Jean Poiret, Parigi, Théâtre des Champs-Élysées (1985)
- Les Liaisons dangereuses di Christopher Hampton, da Pierre-Ambroise-François Choderlos de Laclos, regia di Gérard Vergez, Parigi, Théâtre Édouard-VII (1988); Lione, Teatro dei Celestini (1989)
- Un tramway nommé Désir di Tennessee Williams, regia di Philippe Adrien, Parigi, Théâtre de l'Eldorado (1999); Lione, Teatro dei Celestini (2000) – Blanche DuBois
- L'Éventail de Lady Windermere di Oscar Wilde, regia di Tilly, Parigi, Théâtre du Palais-Royal (2003)

## Doppiatrici italiane
- Noemi Gifuni in La medusa
- Cristiana Lionello in Farinelli - Voce regina
- Roberta Greganti in  Adorabili amiche